# Liste von Zeitschriften akademischer Korporationsverbände
Dies ist eine Liste von Zeitschriften akademischer Korporationsverbände. Im deutschsprachigen Raum haben die Zeitschriften der Korporationsverbände eine Tradition, die bis 1872 zurückreicht. Als erster Verband gab in diesem Jahr der Wingolfsbund seine Wingolfsblätter heraus, denen 1874 der Unitasverband mit dem Vorgänger der Zeitschrift Unitas als zweitem Titel folgte. 1905 gab es 33 regelmäßig erscheinende studentische Periodika, die von Korporationsverbänden getragen wurden.

## Übersicht
Die Sortierung erfolgt alphabetisch.
| Titel | Herausgeber                                                               | Erscheinungszeitraum | Erscheinungsweise                                                | Anmerkungen |
| --- | ------------------------------------------------------------------------- | -------------------- | ---------------------------------------------------------------- | --- |
| Academia | CV                                                                        | seit 1896            | zweimonatlich                                                    | zwischen 1935 und 1956 eingestellt |
| Academische Monatshefte | KSCV, VAC                                                                 | 1884–1913            |                                                                  | Vorgänger von Deutsche Corps-Zeitung |
| Akademische Blätter | VVDSt                                                                     | seit 1886            | vierteljährlich                                                  | Nachfolger der Kyffhäuser-Zeitung zwischen 1938 und 1952 eingestellt |
| Akademische Monatsblätter | KV                                                                        | seit 1888            | zehnmal jährlich                                                 | zwischen 1935 und 1947 eingestellt |
| Akademischen Sängerzeitung | DS                                                                        | 1895–1923            | vierteljährlich                                                  | Vorgänger von Deutsche Sängerschaft |
| Akademische Turnbunds-Blätter | ATB                                                                       | 1895–1911 1915–1935  | monatlich                                                        | Nachfolger von Nachrichtsblatt für den Akademischen Turnbund Vorgänger und Nachfolger von Burschen heraus                                                                                       |
| An alle ATBer | ATB                                                                       | 1949–1951            | unregelmäßig                                                     | Nachfolger von Burschen heraus Vorgänger von ATB-Blätter |
| ATB-Blätter | ATB                                                                       | seit 1952            | vierteljährlich                                                  | Nachfolger von An alle ATBer |
| Burschen heraus | ATB                                                                       | 1911–1915            | halbmonatlich                                                    | Nachfolger und Vorgänger von Akademische Turnbunds-Blätter |
| Burschenschaftliche Blätter | DB                                                                        | seit 1887            | vierteljährlich                                                  | zwischen 1937 und 1950 eingestellt |
| Civitas | Schw. StV                                                                 | seit 1945            | zweimonatlich                                                    | |
| Corps | KSCV, VAC, WSC, WVAC                                                      | seit 2000            | vierteljährlich                                                  | Nachfolger von Der Corpsstudent |
| Corpsstudentische Monatsblätter | WSC, WVAC                                                                 | 1895–1935            |                                                                  | 1922–1931 zeitweilig WSC-Nachrichten Vorgänger von Die Wachenburg |
| Der Corpsstudent | KSCV, VAC, WSC, WVAC                                                      | 1994–1999            |                                                                  | Fusionstitel aus Die Wachenburg und Deutsche Corps-Zeitung Vorgänger von CORPS – das Magazin |
| Der jüdische Student | KJV                                                                       | 1902–1933            |                                                                  | Digitalisate verfügbar |
| Deutsche Corps-Zeitung | KSCV, VAC                                                                 | 1913–1993            | vierteljährlich                                                  | Nachfolger von Academische Monatshefte 1994 mit Die Wachenburg zu Der Corpsstudent fusioniert                                                                                                   |
| Deutsche Sängerschaft | DS                                                                        | seit 1923            | vierteljährlich                                                  | Nachfolger der Akademischen Sängerzeitung zwischen 1936 und 1950 eingestellt |
| Die Schwarzburg | SB                                                                        | seit 1945            | vierteljährlich                                                  | |
| Die Wachenburg | WSC                                                                       | 1953–1993            |                                                                  | 1994 mit Deutsche Corps-Zeitung zu Der Corpsstudent fusioniert |
| Kartell-Zeitung Akademisch-Theologischer Vereine auf Deutschen Hochschulen | Kartellverband Akademisch-Theologischer Vereine auf Deutschen Hochschulen | 1891–1897            |                                                                  | Vorgänger der Kartell-Zeitung (Eisenacher Kartell) |
| Kartell-Zeitung | EK                                                                        | 1897–1921            |                                                                  | Nachfolger der Kartell-Zeitung Akademisch-Theologischer Vereine auf Deutschen Hochschulen Vorgänger der Theologischen Blätter                                                                   |
| Kartell-Zeitung | SV                                                                        | 1894–1916            |                                                                  | Vorgänger der SV-Zeitung |
| K.C.-Blätter | KC                                                                        | 1911–1933            | zunächst vierwöchentlich, später zweimonatlich oder halbjährlich | Digitalisate verfügbar |
| Korrespondenz-Blatt des Kartell-Verbands der katholischen süddeutschen Studentenvereine                                                                                            | SKV                                                                       | 1881–1920            | halbjährlich                                                     | 1920 in KV aufgegangen |
| Korrespondenz-Blatt des Wissenschaftlichen Katholischen Studenten-Vereins Unitas an den Hochschulen zu Bonn, Münster, Würzburg, Freiburg i. B., Strassburg i. E., Marburg, München | UV                                                                        | 1874–1900            |                                                                  | Vorgänger von Unitas, Digitalisate verfügbar |
| Kyffhäuser-Zeitung | VVDSt                                                                     | 1881–1885            |                                                                  | Vorgänger der Akademischen Blätter |
| Miltenberger Ring-Zeitung | MR                                                                        | 1924–1935            |                                                                  | |
| Nachrichtsblatt für den Akademischen Turnbund | ATB                                                                       | 1887–1895            | unregelmäßig                                                     | Vorgänger von Akademische Turnbunds-Blätter |
| Unitas | UV                                                                        | seit 1901            |                                                                  | Nachfolger von Korrespondenz-Blatt des Wissenschaftlichen Katholischen Studenten-Vereins Unitas an den Hochschulen zu Bonn, Münster, Würzburg, Freiburg i.B., Strassburg i.E., Marburg, München |
| Wingolfsblätter | VAW                                                                       | seit 1872            | vierteljährlich                                                  | |